# Anã laranja

61 Cygni, um sistema estelar binário de classe K

Uma anã laranja, também conhecida como anã K ou estrela de classe K da sequência principal, é uma estrela de sequência principal (queima de hidrogênio) de tipo espectral K e classe de luminosidade V. Essas estrelas são intermediárias em tamanho entre as anãs vermelhas da sequência principal de classe M e anãs amarelas da sequência principal de classe G. Têm massas entre 0.5 e 0.8 vezes a massa do Sol e temperaturas de superfície entre 3.900 e 5.200 K. Essas estrelas são de particular interesse na busca por vida extraterrestre. Exemplos bem conhecidos incluem Alpha Centauri B (K1 V) e Epsilon Indi (K5 V).

## Padrão espectral de estrelas
| Tipo espectral | Massa (M☉) | Luminosidade (L☉) | Temperatura efetiva (K) | Índice de cor (B − V) |
| -------------- | ---------- | ----------------- | ----------------------- | --------------------- |
| K0V            | 0.88       | 0.46              | 5.270                   | 0.82                  |
| K1V            | 0.86       | 0.41              | 5.170                   | 0.86                  |
| K2V            | 0.82       | 0.37              | 5.100                   | 0.88                  |
| K3V            | 0.78       | 0.28              | 4.830                   | 0.99                  |
| K4V            | 0.73       | 0.20              | 4.600                   | 1.09                  |
| K5V            | 0.70       | 0.17              | 4.440                   | 1.15                  |
| K6V            | 0.69       | 0.14              | 4.300                   | 1.24                  |
| K7V            | 0.64       | 0.10              | 4.100                   | 1.34                  |
| K8V            | 0.62       | 0.087             | 3.990                   | 1.36                  |
| K9V            | 0.59       | 0.079             | 3.930                   | 1.40                  |

O sistema Yerkes Atlas revisado (Johnson & Morgan 1953) listou 12 estrelas padrão espectrais anãs de classe K, no entanto, nem todas sobreviveram até hoje como padrões. Os "pontos de ancoragem" do sistema de classificação MK entre as estrelas anãs da sequência principal de classe K, ou seja, aquelas estrelas padrão que permaneceram inalteradas ao longo dos anos, são:
- Sigma Draconis (K0 V)
- Epsilon Eridani (K2 V)
- 61 Cygni A (K5 V)

Outras estrelas principais do padrão MK incluem:
- 70 Ophiuchi A (K0 V)
- 107 Piscium (K1 V)
- HD 219134 (K3 V)
- TW Piscis Austrini (K4 V)
- HD 120467 (K6 V)
- 61 Cygni B (K7 V)

Com base no exemplo definido em algumas referências (por exemplo, Johnson & Morgan 1953, Keenan & McNeil 1989), muitos autores consideram o passo entre K7 V e M0 V como uma única subdivisão, e as classificações K8 e K9 raramente são vistos. Alguns exemplos, como HIP 111288 (K8V) e HIP 3261 (K9V), foram definidos e usados.

## Exoplanetas
Essas estrelas são de particular interesse na busca por vida extraterrestre porque são estáveis na sequência principal por um longo tempo (18 a 34 bilhões de anos, em comparação com 10 bilhões para o Sol). Como estrelas de classe M, elas tendem a ter uma massa muito pequena, levando a sua longevidade extremamente longa, que oferece muito tempo para que a vida se desenvolva em planetas terrestres em órbita semelhantes à Terra. Além disso, estrelas de classe K emitem menos radiação ultravioleta (que pode danificar o DNA e, portanto, dificultar o surgimento de vida baseada em ácido nucléico) do que estrelas de classe G como o Sol. Na verdade, muitos atingem o pico no vermelho. As estrelas da sequência principal de classe K também são cerca de três a quatro vezes mais abundantes do que as estrelas da sequência principal de classe G, tornando a busca de planetas mais fácil. Embora estrelas de classe M também sejam muito abundantes, é mais provável que tenham planetas bloqueados por maré em órbita e sejam mais propensas a produzir erupções solares que atingiriam mais facilmente planetas rochosos próximos, tornando muito mais difícil o desenvolvimento de vida. Devido ao seu maior calor, as zonas habitáveis das estrelas de classe K também são muito mais largas do que as das estrelas de classe M. Por todas essas razões, podem ser as estrelas mais favoráveis para se focar na busca por exoplanetas e vida extraterrestre.
Algumas das estrelas de classe K mais próximas conhecidas por terem planetas incluem Epsilon Eridani, HD 192310, Gliese 86 e 54 Piscium.